# Chambost-Longessaigne
Chambost-Longessaigne település Franciaországban, Rhône megyében. Lakosainak száma 923 fő (2022. január 1.). Chambost-Longessaigne Longessaigne, Saint-Clément-les-Places, Villechenève, Essertines-en-Donzy, Panissières és Saint-Martin-Lestra községekkel határos.

## Népesség
A település népességének változása:
| Lakosok száma | 916  | 935  | 963  | 938  | 938  | 928  | 924  | 919  | 923  |
|               | 2013 | 2015 | 2016 | 2017 | 2018 | 2019 | 2020 | 2021 | 2022 |